# Salvador Dali
 For alternative betydninger, se Dali. (Se også artikler, som begynder med Dali)
Salvador Domenec Felip Jacint Dalí Domenech (født 11. maj 1904, død 23. januar 1989) var en spansk maler. Han er fortrinsvis kendt for sine surrealistiske malerier – og skulpturer.
Han var gift med Gala, der havde været gift med surrealisten Paul Éluard.
Der er museer for ham både i Cleveland, Ohio; St. Petersborg, Florida og i Figueres i Spanien.

## Dalis ungdom
Den 11. maj 1904 blev Salvador Dalí født i Figueres. Hans far, Salvador Dalí y Cusi, var en indflydelsesrig Notar. Moderen, Felipa Domenech Dalí, kom fra en anset borgerlig familie i Barcelona. Fra 1916 til 1922 gik Dalí på den statslige tegneskole. I 1918 udstillede han første gang som 14-årig på Figueres' teater.
I 1922 tog han til Madrid, hvor han blev optaget på Det kongelige Akademi for Billedkunst. Han blev kort efter bortvist efter en intern fejde. Han blev optaget igen, men forlod igen akademiet, fordi han nægtede at lade sig eksaminere, da han mente, at censorerne ikke var kvalificerede til at bedømme hans værker.[kilde mangler] I Madrid mødte han Luis Buñuel (som han skabte filmen Den andalusiske hund sammen med) og Federico García Lorca.

## Surrealismen
I 1924 skrev André Breton sit første surrealistiske manifest, Manifeste du surréalisme. Manifestet slår de franske surrealisters mål fast. Ifølge det kom al kunst fra det underbevidste og det drømmende 'jeg'. I 1929 blev Dalí for alvor optaget i den surrealistiske gruppe. Blandt gruppens medlemmer er: Max Ernst, André Breton, Paul Éluard og Man Ray.

### Inspiration
Dalí lod sig inspirere af den danske model og skuespillerinde Lotte Tarp.

## Helbred og død
I 1980 doserede Dalís kone, Gala Dalí, angiveligt en farlig medicin til ham, som endte med at skade hans nervesystem, hvilket resulterede i en ende på hans kunstneriske æra. Dali blev til et vrag, og hans højre hånd skælvede ekstremt - med parkinson-lignende symptomer. 
Gala døde som 87-årig d. 10. juni, 1982. Dette førte til tab af Dalís livsglæde og lyst. Han dehydrerede sig selv forsætligt, muligvis som et selvmordsforsøg, eller muligvis for at sætte sig selv og sin krop i en tilstand, hvor han ikke var bevidsthedsnær. Han havde læst, at visse mikroorganismer havde denne evne.
I 1984 opstod en brand i hans soveværelse under uklare forhold. Det var muligvis et fejlslået selvmordsforsøg, eller muligvis en fejl begået af hans ansatte.
I november 1988 blev Dalí indlagt med hjertefejl; en pacemaker var allerede indsat før. Den 5 december 1988 besøgte kong Juan Carlos Dalí, hvorved han erklærede sig som en stor Dali-beundrer. Dalis værk, Head of Europa, blev lavet til Kong Carlos af Spanien, som tak for titlen Marqués de Dalí de Púbol, som Dalí fik tildelt i 1982. Billedet blev overdraget til kongen, da han besøgte Dalí på hans dødsleje. Dette blev Salvador Dalís sidste værk.
Den 23. januar 1989 døde Dalí af hjertesvigt i en alder af 84 år, mens hans lyttede til sit foretrukne musikstykke, Wagners Tristan og Isolde.
I forbindelse med en faderskabssag blev Dalís legeme gravet op 20. juli 2017.

## Film
- Den andalusiske hund (1929), manuskript og instruktion. Sammen Luis Buñuel laver Dalí den kontroversielle film "Den andalusiske hund". I juni 1929 bliver filmen for første gang vist til en privat forestilling. Blandt deltagerne var bl.a. Le Corbusier, Pablo Picasso og André Breton.

- Troldbunden (1945), medhjælper, konceptartist. Da Alfred Hitchcock skulle indspille sin film Troldbunden, hyrer han Dalí til at hjælpe sig. I filmen forelsker psykiateren dr. Constance Peterson sig i sin patient, der lider af hukommelsestab. Til filmen skal Hitchcock bruge nogle drømmesekvenser som skal vise patientens tanker, og han vil have Dalí til designe disse.

- Destino (påbegyndt: 1946-47), manuskript, konceptartist. I 1946-47 arbejdede Dalí for Walt Disney med filmen Destino. Walt Disney stopper dog produktionen af filmen efter kun tre måneder, da han ikke længere mente, at filmen kunne blive en økonomisk succes. Filmen er dog senere blevet udgivet i år 2003.

## Udvalgte værker
- "Erindringens bestandighed" (1931)
- "Soft Construction with Boiled Beans" (1936).
- "Afrodisiac Telephone" (1936) (skulptur)
- "Reflections of elephants" (1937)